# Rudolf Lochner der Ältere

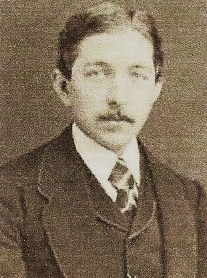
Rudolf Lochner um 1875

Rudolf Lochner (wegen seines gleichnamigen Sohnes auch als der Ältere bezeichnet; * 28. Oktober 1847 in Aachen; † 5. Januar 1918 ebenda) war ein deutscher Unternehmer in der Tuchfabrikation.

## Leben und Wirken
Der jüngste Sohn des Tuchfabrikanten Johann Friedrich Lochner und der Julie Friederika Erckens, einer Schwester des Tuchfabrikanten Oskar Erckens, fand nach einer kaufmännischen Ausbildung seine erste Anstellung im elterlichen Betrieb, der Tuchfabrik Lochner. Im Jahr 1870 wurde Rudolf Lochner Mitglied im Club Aachener Casino und nahm als Leutnant der Infanterie am Deutsch-Französischen Krieg teil, während dessen Verlauf er das Eiserne Kreuz erhielt.
Nachdem sich in diesem Zeitraum der Vater nahezu vollständig aus dem operativen Geschäft der Tuchfabrik zurückgezogen hatte, wurde Rudolf Lochner nach seiner Rückkehr aus dem Kriegseinsatz neben seinen älteren Brüdern Emil (1832–1900) und Fritz Lochner (1835–1904) weiterer Teilhaber am Unternehmen. Hierbei oblag Rudolf Lochner vor allem die Verantwortung für die kaufmännischen und administrativen Aufgaben, während Emil die technische Leitung innehatte und Fritz den Vertriebsbereich betreute. In einer Zeit, in der in den 70er und 80er Jahren des 19. Jahrhunderts die Aachener Tuchindustrie eine Phase der Hochkonjunktur durchlief, war Rudolf Lochner maßgeblich an der Modernisierung der Tuchfabrik sowie dem Neubau der Fabrikanlagen im Jahre 1873 und der Lager- und Büroräume mitbeteiligt, und verhalf der Firma dadurch zu internationalem Ansehen. 
Nach dem Tod seines Bruders Emil im Jahr 1900 und dem altersbedingten Ausstieg seines Bruders Fritz als Mitinhaber führte Rudolf Lochner das Unternehmen als allein tätiger Gesellschafter weiter und wandelte dieses später in eine GmbH um. Allmählich kristallisierte sich jedoch heraus, dass weder seine Söhne noch seine Neffen Interesse zeigten, in das Familienunternehmen einzusteigen. Lochner sah sich daraufhin ab dem Jahr 1907 gezwungen, die Tuchfabrik zu liquidieren, auch da sich Käufer, die das Unternehmen fortzuführen bereit waren, nicht fanden. Die traditionsreichen und sich über Generationen im Familienbesitz befindenden Fabrikgebäude zwischen Karlsgraben, Mauerstraße und Lochnerstraße in Aachen gingen später in die Hände der Brüder Eduard Friedrich Hugo und Karl Hugo Heusch über, die die Nadelfabrik Hugo Heusch & Cie., ehemals Butenberg & Heusch, betrieben und welche 1955 durch Karl Hugo in die Rheinische Nadelfabrik integriert wurde.

## Familie
Rudolf Lochner war verheiratet mit Gertrud, geb. Philips (1853–1945), eine Tochter des Tabakfabrikanten Johann Philips (1828–1891), dem Bruder von Frederik Philips, welcher mit seinen Söhnen Gerard Philips und Anton Philips den Philips-Konzern gegründet hatte. Sie zeichnete sich durch eine bis ins hohe Alter erhaltene Robustheit und Weltgewandtheit aus. Noch wenige Monate vor ihrem Tod wurde sie nach der Einnahme Aachens durch die Alliierten am 21. Oktober 1944 aufgrund ihrer ausgezeichneten Englischkenntnisse 91-jährig von den US-Amerikanern als
Dolmetscherin eingesetzt.
Zusammen hatten Rudolf und Gertrud Lochner vier Söhne und drei Töchter, von denen Arthur (* 1874) Jurist, Gustav (* 1875) Mediziner und Hermann (* 1881) Innenarchitekt wurde und der jüngste Sohn Rudolf Lochner als Industrieller und Bauherr tätig war. Die Tochter Adele Rosa Else Lochner (* 1878) blieb durch ihre Heirat mit dem Tuchfabrikanten Eugen Robert Oskar Peltzer (* 1871) der Tuchindustrie verbunden, welcher nach der Liquidierung des vom Vater Otto Peltzer geerbten Unternehmens, der Otto Peltzer & Co in Aachen-Steinebrück, ab 1915 Teilhaber in der größten Tuchfabrik der Rheinprovinz, der Tuchfabrik C. Delius Aachen, wurde. Auch Tochter Martha Julie Philippine Lochner (* 1877)  heiratete in eine Tuchfabrikantenfamilie ein. Sie vermählte sich mit Oscar Peters (* 1863), dem jüngsten  Sohn des Eupener Tuchfabrikanten Wilhelm Peters. Oscar Peters erwarb im Jahre 1893 das Maschinenbau-Unternehmen Neuman & Esser, dessen Firmensitz  heute Übach-Palenberg ist. Der Enkel von Martha und Oscar Peters, Klaus Peters (* 1937), initiierte die Neuman & Esser Stiftung der Familie Peters, deren Ziel es vor allem ist, Zeugnisse protestantischen Unternehmertums in Aachen zu erhalten.
Rudolf Lochner fand seine letzte Ruhestätte auf dem evangelischen Teil des Aachener Westfriedhofs.